# اس-۱۹۹
اس-۱۹۹ (به انگلیسی: Avia_S-199) یک هواگرد از نوع هواپیمای جنگنده ساخت شرکت Avia است. هواگرد اس-۱۹۹ نخستین پروازش را در مارس ۱۹۴۷ میلادی انجام داد. در مجموع، تعداد ۶۰۳ فروند از این هواگرد ساخته شده‌است.
طراح این هواگرد، مسرشمیت بود.